# Thaïs Odermatt

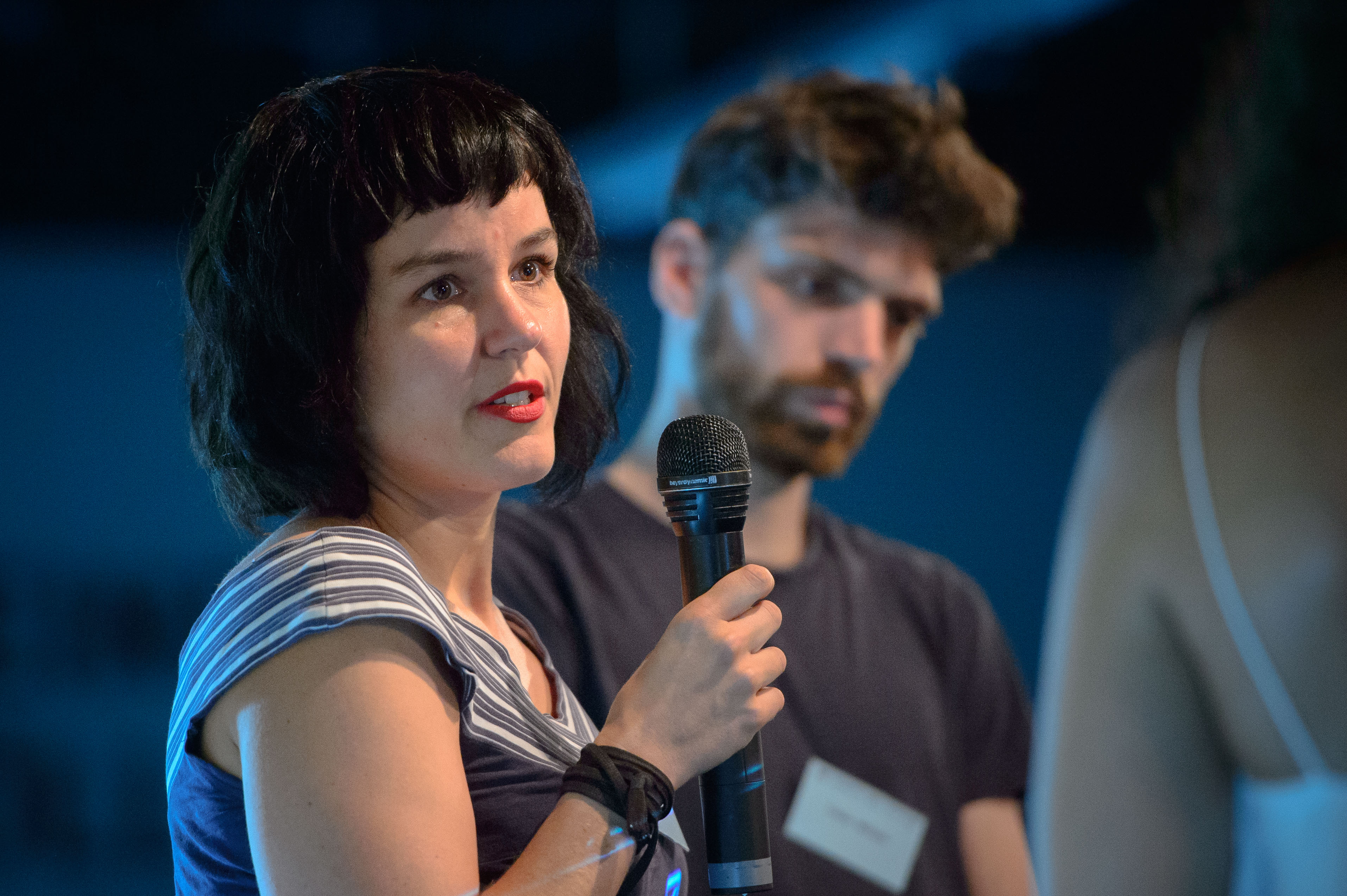
Thaïs Odermatt (2016)

Thaïs Odermatt (* 1980 in Stans, Kanton Nidwalden) ist eine Schweizer Filmemacherin, Editorin und Künstlerin, die vor allem für ihre Dokumentarfilme bekannt ist.

## Leben und Ausbildung
Thaïs Odermatt wurde als Tochter des Künstlers Josef Maria Odermatt und der Kunsthistorikerin Regula Odermatt-Bürgi geboren. Aufgewachsen in Stans, entwickelte sie früh eine Leidenschaft für Film und Kunst. Sie absolvierte ein Bachelorstudium in Video an der Hochschule Luzern – Design & Kunst. Anschließend setzte sie ihre Ausbildung an der Filmuniversität Babelsberg Konrad Wolf in Potsdam fort, wo sie den Masterstudiengang in Regie Dokumentarfilm erfolgreich abschloss und als erste Absolventin des neuen Programms hervortrat.

## Beruflicher Werdegang
Thaïs Odermatt begann ihre Karriere als Filmemacherin mit Kurz- und Dokumentarfilmen, die sich häufig mit sozialen und gesellschaftlichen Themen auseinandersetzen. Sie erlangte erste Aufmerksamkeit mit ihrem preisgekrönten Abschlussfilm Nid hei cho (2009), der die Auswirkungen der Wilderei auf Familien in einem abgelegenen Berggebiet der Innerschweiz thematisiert. Der Film wurde am Filmfestival von San Sebastian uraufgeführt. Er war unter anderem für den Schweizer Filmpreis nominiert, und mit dem Babelsberger Förderpreis für den besten Absolventenfilm ausgezeichnet.
Mit dem Dokumentarfilm Kurt und der Sessellift (2014) blieb sie thematisch in den Innerschweizer Bergen und richtete ihre Kamera auf Kurt Mathis, der 2002 einen einsamen Sessellift vor dem Abbruch rettete. Für diesen Film erhielt Odermatt 2012 den Publikumspreis der Internationalen Kurzfilmtage Winterthur.
Für den Verein Frauenspuren in Nidwalden und Engelberg produzierte sie den Dokumentarfilm Grete Hess (2014) über die eigenwillige Stanser Kulturschaffende Grete Hess, die für ihre Bastelsendungen für Kinder im Radio Beromünster grosse Bekanntheit erlangte.
Im Jahr 2020 widmete sie sich mit dem Dokumentarfilm Amazonen einer Grossstadt dem Leben und den Herausforderungen von Frauen in einer Grossstadt, was den Film zu einem Erfolg in der Schweizer Kinoszene machte.
Thaïs Odermatt war auch eine der sechs Regisseurinnen des Dokumentarfilms Heldinnen des Alltags (2021), der das Leben von Frauen in der Schweiz dokumentiert und die Alltagskämpfe und Triumphe dieser Frauen in den Mittelpunkt stellt. Heldinnen des Alltags wurde am Zurich Film Festival uraufgeführt. Die Deutschlandpremiere feierte er im Wettbewerb des Filmfestival Max Ophüls Preis.
Neben ihrer Arbeit als Regisseurin ist Thaïs Odermatt auch als Editorin tätig, hauptsächlich für kurze Dokumentar- als auch Animationsfilme.

## Filmografie

### Als Regisseurin
- 2009: Nid hei cho
- 2014: Kurt und der Sessellift
- 2014: Grete Hess
- 2014: Peor que ayer, mejor que mañana (in Co-Regie mit Carlos Isabel)
- 2016: Zufall
- 2020: Amazonen einer Grossstadt
- 2021: Heldinnen des Alltags

### Als Editorin
- 2013: Durchwacht
- 2014: Blaulicht
- 2016: En La Boca
- 2018: Nachtmeerfahrt
- 2021: Ann's Pub
- 2021: Caves
- 2024: On Hold
- 2024: Exhumator
- 2024: Box

## Auszeichnungen
- 2009: Förderpreis für den besten Absolventenfilm (Dokumentarfilm), Babelsberger Medienpreis, Nid hei cho
- 2009: Silberner Drachen, Verein Filmfestival Thunersee, Nid hei cho
- 2009: 1. Preis, Upcoming Film Makers – Schweizer Jungfilmfestival Luzern, Nid hei cho
- 2010: Venus de Badalona – Best Documentary, FILMETS Badalona Film Festival, Nid hei cho
- 2012: Publikumspreis, Internationale Kurzfilmtage Winterthur, Kurt und der Sessellift
- 2021: Schweizer Filmpreis für den Besten Abschlussfilm, Amazonen einer Grossstadt
- 2022: Zentralschweizer Atelierstipendium in New York[11]

## Ausstellungen

### Einzelausstellungen (Auswahl)
- 2016: Tanze!, Videoinstallation, Stanser Musiktage

### Gruppenausstellungen (Auswahl)
- 2009: NOW 09, Salzmagazin Nidwaldner Museum, Stans
- 2010: Berge Versetzen …, Haus für Kunst, Uri
- 2011: Kunst, Kommerz & Heilige, Nidwaldner Museum, Stans
- 2012: Zapping Bar – Hoy no hay futbol, o.T. Raum für aktuelle Kunst, Luzern
- 2012: Ave Maria, Sankturbanhof, Sursee
- 2017: Jean and Rossy, Videoinstallation, kunstaheu, Luzern
- 2020: NOW20, Turbine, Giswil
- 2021: NOW21 Auswahl, Nidwaldner Museum, Stans